# Sulfate de fer(III)
Pour les articles homonymes, voir Sulfate de fer.
Le sulfate de fer(III) ou autrefois sulfate ferrique est un corps chimique composé de cations ferriques Fe 3+ et d'anions sulfates SO42-, de formule chimique Fe2(SO4)3. Il s'agit d'un sel de fer(III) de l'acide sulfurique. 
Il existe plusieurs sulfates ferriques hydratés, par exemple le monohydrate Fe2(SO4)3 .  H2O, le pentahydrate Fe2(SO4)3 . 5 H2O, l'hexahydrate Fe2(SO4)3 . 6 H2O, l'heptahydrate Fe2(SO4)3 . 7 H2O, le nonahydrate Fe2(SO4)3 . 9 H2O, le décahydrate Fe2(SO4)3 . 10 H2O. Il est commercialisé en emballage plastique ou carton de quelques kilogrammes à des dizaines par divers fournisseurs, sous l'appellation générique de fer(III) sulfate hydraté Fe2(SO4)3 . x H2O recelant après séchage environ 20 % d'eau en masse.

## Présentation et usages
Les solutions à base de sulfate de fer(III), voire de sulfate de fer et d'ammonium, sont traditionnellement employées en teinture comme mordant, à l'instar des aluns du commerce médiéval, demandés par les marchands drapiers. Ces solutions sont aussi un efficace agent agglomérant pour les déchets industriels en partie liquides. Les procédés de fabrication et traitement de l'aluminium et de l'acier se servent aussi de solutions de sulfates ferriques.

## Occurrences naturelles
Les sulfates de fer se trouvent dans plusieurs minéraux rares et sans importance commerciale. La mikasaïte, un sulfate mixte de fer et d'aluminium de formule chimique (Fe3+, Al3+)2(SO4)3 est le nom de la forme minéralogique du sulfate de fer(III). Cette forme anhydre est très rare et est associée à des feux de charbon. Les hydrates sont plus communs, la coquimbite (nonahydrate) étant probablement le plus courant d'entre eux. La paracoquimbite est l'autre nonahydrate naturel, rarement rencontré. La kornélite (heptahydrate) et la quenstedtite (décahydrate) sont peu fréquents. La lausénite (hexa- ou pentahydrate) est une espèce douteuse. Tous les hydrates naturels mentionnés sont instables et liés à la météorisation (oxydation aérobique) de minéraux primaires contenant du fer (principalement la pyrite et la marcassite).

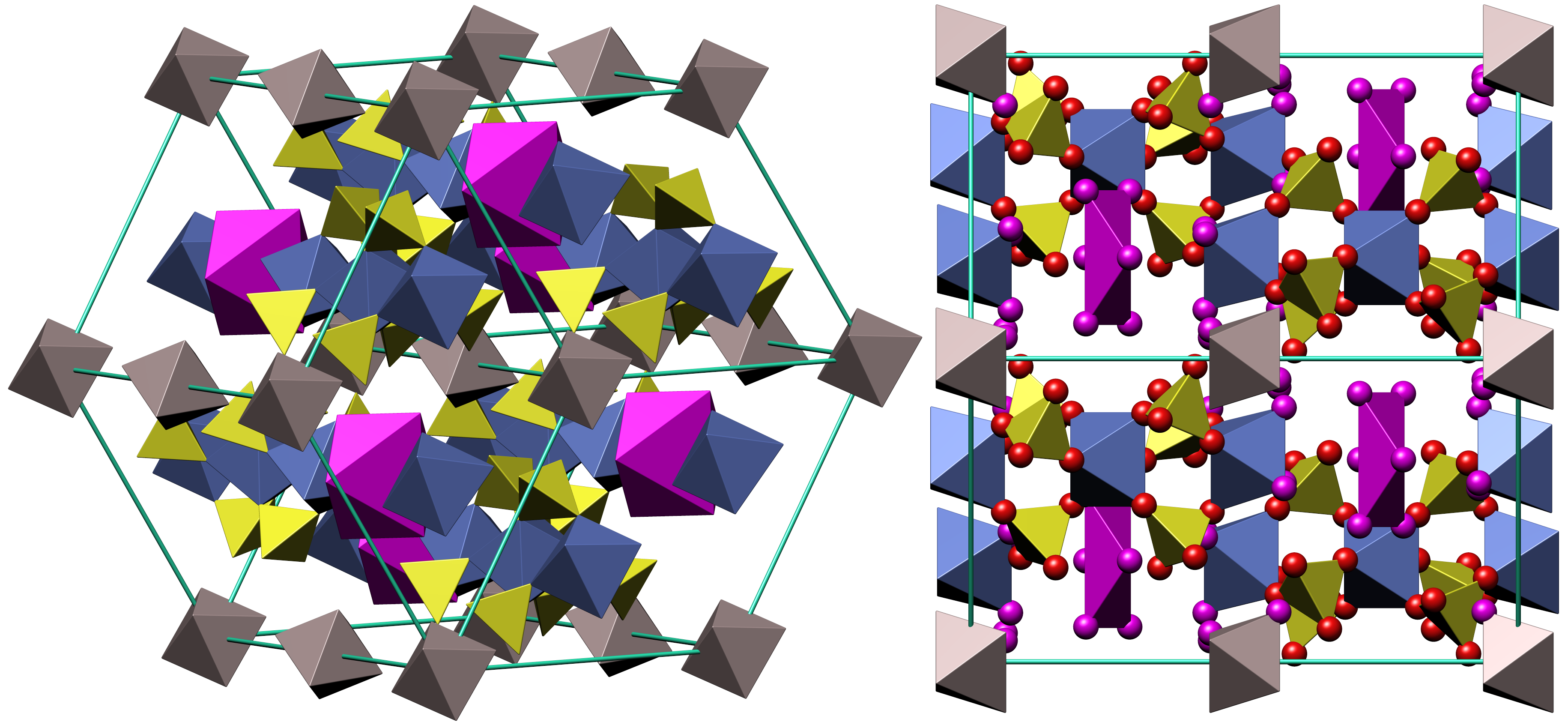
Structure cristalline du sulfate ferrique nonahydraté ou de la coquimbite.